# Liefhebbers Voetbal Verbond Meetjesland
Het Liefhebbers Voetbal Verbond Meetjesland (LVVM) is een Belgische voetbalbond. 

## Omschrijving
Het LVVM groepeert amateurveldvoetbalploegen. Deze voetbalbond vormt een compleet aparte organisatie en structuur die los staat van de KBVB die ook profclubs heeft.
Het LVVM organiseert een competitie met ploegen uit het Meetjesland, aangevuld met 1 ploeg uit Nederland:SV Eede en een aantal clubs uit het Gentse. Naast een competitie organiseert het LVVM ook een beker.